# Michael Stephen Steele
Michael Stephen Steele és des de gener de 2009 líder del Partit Republicà dels Estats Units. És el primer afroamericà a arribar a aquesta posició. Va ésser vice-governador de l'estat de Maryland entre 2003 i 2007.